# Alconchel de Ariza
Alconchel de Ariza (aragónul Alconchel de Fariza) település Spanyolországban,  Zaragoza tartományban. Alconchel de Ariza Cabolafuente, Monreal de Ariza, Santa María de Huerta, Torrehermosa, Sisamón és Arcos de Jalón községekkel határos. Lakosainak száma 78 fő (2024).

## Népesség
A település lakosságának változását az alábbi diagram mutatja:
| Lakosok száma | 160  | 128  | 116  | 106  | 90   | 82   | 70   | 62   | 80   | 78   |
|               | 2001 | 2004 | 2007 | 2009 | 2012 | 2014 | 2017 | 2019 | 2022 | 2024 |